# Кришин
Кришин (пол. Kryszyn) — село в Польщі, у гміні Телятин Томашівського повіту Люблінського воєводства. Населення — 254 особи (2011). Розташоване на Закерзонні (в історичному Надсянні).

## Історія
За даними етнографічної експедиції 1869—1870 років під керівництвом Павла Чубинського, у селі переважно проживали римо-католики, але населення здебільшого розмовляло українською мовою.
За німецької окупації 1939—1944 років у селі діяла українська школа.
У 1975—1998 роках село належало до Замойського воєводства.

## Демографія
Демографічна структура станом на 31 березня 2011 року:
|          | Загалом | Допрацездатний вік | Працездатний вік | Постпрацездатний вік |
| -------- | ------- | ------------------ | ---------------- | -------------------- |
| Чоловіки | 125     | 17                 | 86               | 22                   |
| Жінки    | 129     | 22                 | 71               | 36                   |
| Разом    | 254     | 39                 | 157              | 58                   |